# Giovanni Brusatori
Giovanni Brusadori (manchmal auch Giovanni Brusadori; * 4. Juli 1946 in Mailand) ist ein italienischer Schauspieler und Filmregisseur.

## Leben
Brusatori spielte zwischen 1967 und 1984 Nebenrollen in etwas mehr als zwanzig Filmen. Nachdem er bereits 1974 zwei Mal als Regieassistent fungierte, drehte er 1978 unter dem Pseudonym Conrad Brueghel, das er im Jahr zuvor bereits für ein Drehbuch benutzt hatte, den Exploitationfilm Le evase nach eigenem Stoff. 1987 konnte man Brusatori nochmals in einer Filmrolle sehen.

## Filmografie
- 1967: Die Verlobten (I promessi sposi) (Fernseh-Miniserie)
- 1972: Allein gegen das Gesetz (Il vero e il falso)
- 1973: Die Ermordung Matteottis (Il delitto Matteotti)
- 1978: Im Knast der perversen Mädchen (Le evase – storie di sesso e di violenza) (Regie, Drehbuch)
- 1987: Cronaca nera